# 公輸盤

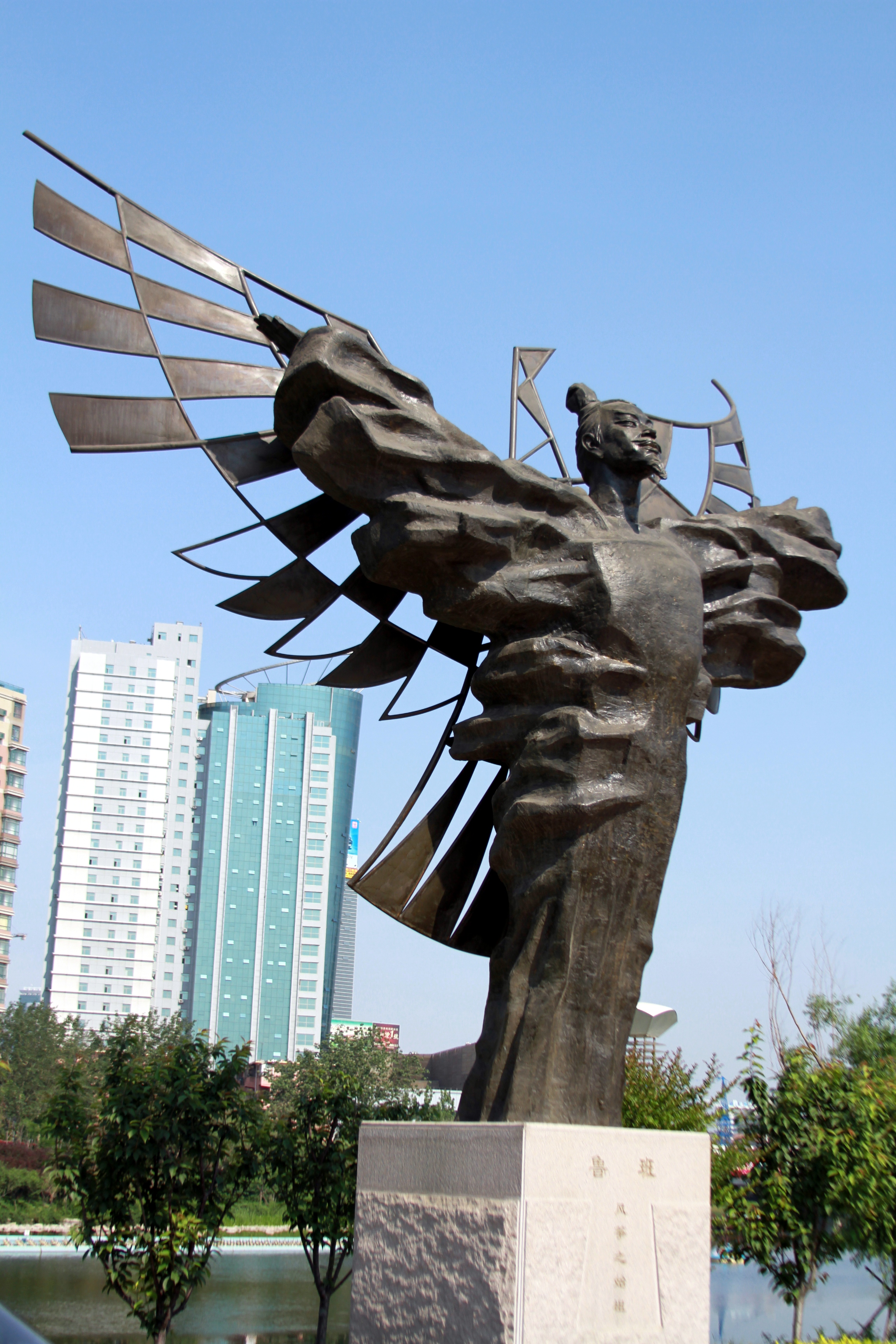
濰坊世界凧博物館にある公輸盤の像。

公輸 盤（こうしゅ はん、紀元前507年 - 紀元前444年）は、中国春秋戦国時代の魯の工匠である。姓は姫、氏は公輸、名は盤（般・班とも）。公輸子・公輸班・魯班とも。
『墨子』・『淮南子』などに記述があり、攻城具雲梯や兵器鉤拒を開発し、墨翟に諫められ、また啓発を受けるなど『墨子』で登場する。
彼が竹・木で作った「鳶」は3日間翔び続けたという伝説が『酉陽雑俎』・『論衡』に記載されているほか、巧緻な器具を数多く製作し、鉋・錐などを発明したともいう。
後世、建築の祖師として祭祀された。

## 人物
真野隆也によれば、子供時代は全く勉強に興味を持たなかったという。彼が15歳になった時、子夏の門人の端木起（たんぼく き）について儒学を修め、後に泰山の南にある小和山にこもった。そこで鮑志（ほうし）という老人に会い、各種の技術を学んだという。
また一説には、敦煌出身であるという。

## 功績あるいは伝説
『淮南子』成立時にはすでに魯班の伝説化が進行していたらしい。
建築・彫刻・船・車・農具・鋸・鉋・墨壺・曲尺（魯尺）を手掛けたといわれるほか、『論衡』儒増篇に、木鳶の他、魯班が母親のために「木の馬車」を作ったが、乗った母は操縦する方法を知らなかったため、何処かへ行ったまま帰らなかったという伝説が引かれる。
『酉陽雑俎』では、木の鳶を作り、3つの楔を打ち込んで飛ばしていた、公輸般の父親が木鳶へ10の楔を打ち込み飛んだところ、呉まで行ってしまい、現地人に殺された、という伝説がある。ここに引かれた伝承が、「公輸般の怒りにより木像が立てられ、呉国には雨が降らなくなったが、現地人が謝罪したため大雨が降った」という、匠を讃える話になっているのを筆頭に、唐代に、仏教の施設、寺院などの、名工の作品は魯班の作ということにされ、清代の文献で、「鶏鳴山の麓の渾河にある石の柱は、その昔、魯班が橋を架けようとして、姉の意図により途中で終った残骸」という伝承が登場している。
『墨子』「魯問篇」にある、「公輸盤が木竹で鵲（凧のようなものとされる）を作った」話について、『韓非子』「外儲説左」にある、「墨子が木で鳶を作った」という話との類似点が示唆されている。
公輸盤は、巧聖先師という名前で信仰され、瓦職人・大工・左官のギルドで崇拝されていた。

## 『墨子』公輸篇
公輸盤が楚国のために雲梯という機械を完成し，宋を攻めようとした．墨子はそれを聞いて，斉を出発して十昼夜で楚の都である郢に着いて公輸盤に会った．公輸盤が，
「先生は私に何か御用ですか」
ときくと，墨子が，
「北方に私を侮辱したものがいます．あなたの力を借りてこの男を殺したいのです」
といったところ，公輸盤は不機嫌な様子であった．墨子はさらに，
「あなたに千金を差し上げましょう」
というと公輸盤が，
「私の主義として人を殺しません」
と答えた．墨子は起ちあがり，改めて再拝していった．
「それではお話しましょう．北方の地で，あなたが雲梯をつくり宋を攻めるのを聞きました．宋に何の罪があるのでしょう．楚国にはありあまる土地があり，かえって人間が足りません．それなのに足りない人間を殺し，ありあまる土地を争うのは，知とはいえません．また罪のない宋を攻めるのは，仁とはいえません．非を知りながら主君を諌めないのは，忠とはいえません．また諌めて聞き入れないようでは，剛直とはいえません．主義として少数の人間を殺さないのに，多数を殺すというのでは，類推の理を知るとはいえません」
公輸盤はこの意見にうなずいた．墨子は，
「それでは宋を攻めるのを中止してもらいたい」
というと，公輸盤は，
「それはできません．すでにこのことは王に申し上げています」
と答えた．墨子は，
「私を王に目通りさせてください」
と要求し，公輸盤がそれを承諾した．
墨子は王に会っていった．
「いま自分の飾車をみすてて，隣家のぼろ車を盗もうとする人間があるとしましょう．また錦繍の美服をすてて隣家の粗布を盗もうとする人間があるとしましょう．さらにまた粟や肉の美食をすてて隣家の糠糟を盗もうとする人間があるとしましょう．これはどんなに人間でありましょうか」
「必ずや盗癖があるのだ」
と王が答えた．よって墨子はいった．
「楚の領地は五千里四方もあり，宋は五百里四方であります．あたかも飾車とぼろ車のちがいがあります．楚には「犀兕鹿麋」などが多数に住む雲夢沢があり，揚子江や漢水の「魚鱉黿鼉」は天下の富でありますが，宋には雉兎狐狸さえもおりません．まさに，梁や肉の美食と糠糟のちがいがあります．楚には長松・文梓・楩柟・櫲樟などの木があり，宋には高い木はありません．あたかも錦繍と粗布の違いがあります．この三例からみて，大王が宋を攻められるのは，盗人のたとえと同じと考えます．大王は必ず義を傷つけ，しかも得るところがないと存じます」
そこで楚王は，
「まことにもっともだ．しかし公輸盤は余のために雲梯を作り，必ず宋を奪い取ろうとしている」
と答えた．そこで墨子は公輸盤に会った．墨子は帯を解き，それで城の形を作り，木札で櫓を作った．公輸盤が九たび城を攻める計略を設けたが，墨子は九たびそれを防いだ．公輸盤の攻め道具は尽きてしまったが，墨子の防禦にはゆとりがあった．公輸盤は降参していった．
「私はあなたを防ぐ方法は知っているが，いわないでおきましょう」
そこで墨子はいった．
「あなたが私を防ぐ方法を私も知っているが，いわないでおきましょう」
と答えた．楚王がその理由を問うと，墨子はいった．
「公輸子の考えは，ただ私を殺すことだけです．私を殺すと，宋を守ることができず，従って攻めることができます．しかし私の弟子の禽滑釐ら三百人は，すでに私の作った防禦の道具を持って宋の城の上にあって，楚の攻撃を待っています．私を殺しても，宋を守る者を絶やすことはできません」
楚王は，
「わかった．余は宋を攻めないでおこう」
といった．

墨子は帰国の途中，宋を通り過ぎた．雨がふったので，村里の門に雨宿りしようとしたが，門番が入れなかった．これは諺にある通り，「ものごとを神妙のうちに運ぶと，衆人は何人の功績であるかを知らず，功を人々の目の前で争うと，衆人はその何人なるかを知る」のである。
この話は魯迅の『非攻』のモデルである他、酒見賢一の小説、『墨攻』の冒頭でも登場する。なお『墨子』では、『魯問篇』でも一貫して「公輸盤」「公輸子」と書かれる。